# Улица Революции (Евпатория)
Улица Революции — улица в Евпатории, главная магистраль старой части города.

## Описание

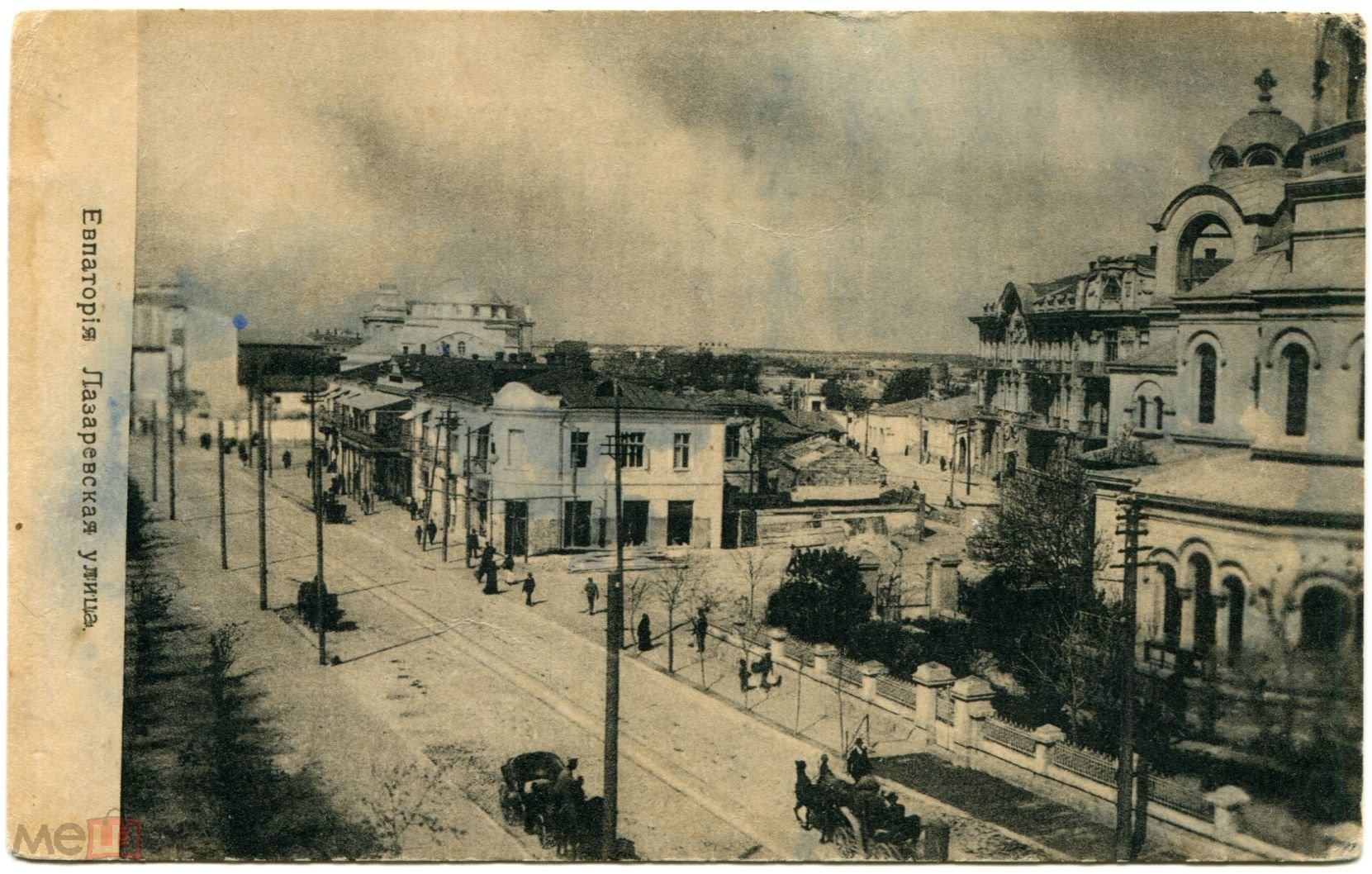
Лазаревская улица на почтовой открытке начала XX века

Берёт свое начало с переулка Лукичёва и заканчивается улицей Симферопольской, пролегает в старой части города у моря. Состоит из трёх улиц, ранее носивших названия Земская (от улицы Пионерской до улицы Приморской), Фонтанная (с 1899 — Пушкинская) и Лазаревская. Вдоль улицы протянулся сад Караева с набережной.
Улица является самой богатой в городе в архитектурном отношении. Почти весь исторический центр города застройки XIX — начала XX веков сосредоточен вдоль неё. С 1840-х годов улица Лазаревская застраивалась двухэтажными домами в европейском стиле, став центром деловой жизни города. К началу XX века на ней находилась большая часть общественных зданий города: торговые конторы, магазины, иллюзионы, доходные дома и гостиницы. В конце XIX века улицу активно застраивают своими домами караимы. Это дома И. Танагоза, Б. Шишмана, И. Бабаджана, Ю. Неймана, А. Шакая, Б. Каракоза, семей Шайтана, Мангуби, Туршу, Авах. В доме М. Л. Якубовича на ул. Лазаревской в начале XX века проживала семья писателя и поэта И. Л. Сельвинского.
В советское время на улице расположились гостиница «Крым», городской Дом культуры, кинотеатр «Якорь», студия звукозаписи, детская библиотека им. А. С. Макаренко, фотоателье, парикмахерские, специализированные и фирменные магазины, столовые и кафе.
По улице проходит главный трамвайный маршрут города № 1, связывающий этот район Евпатории с курортной зоной, Мойнакским озером и грязелечебницей «Мойнаки».

## Достопримечательности

### Памятники градостроительства и архитектуры
- д. 18 — Дом жилой (И. И. Танагоза)
- д. 20а — Дом жилой (И. Э. Бабаджана)
- д. 25 — Дом Мемет-бей Балатукова
- д. 34 — Гостиница «Модерн»
- д. 36 — Мечеть Джума-Джами
- д. 41 — Дом А. М. Шакая
- д. 42, 42-а — Здание Русского общества пароходства и торговли (РОПиТ)
- д. 43—45 — Гостиница «Бо-Риваж»
- д. 46 — Почтово-телеграфная контора Евпатории
- д. 50 — Гостиница «Санкт-Петербургская»
- д. 54 — Жилой дом Б. С. Каракоза (1899); с 1910 года принадлежал М. Л. Якубовичу[9]
- д. 55—55 А — Жилой дом В. С. Ракова
- д. 56 — Дом жилой
- д. 57 — Здание синематографа «Лотос» (архитектор А. Л. Генрих)
- д. 61 — Дом жилой
- д. 62 — Дом А. И. Фурсенко
- д. 63 — Жилой дом врача В. А. Туршу
- д. 69 — Дом Демерджи
- д. 73 — Дом Мангуби

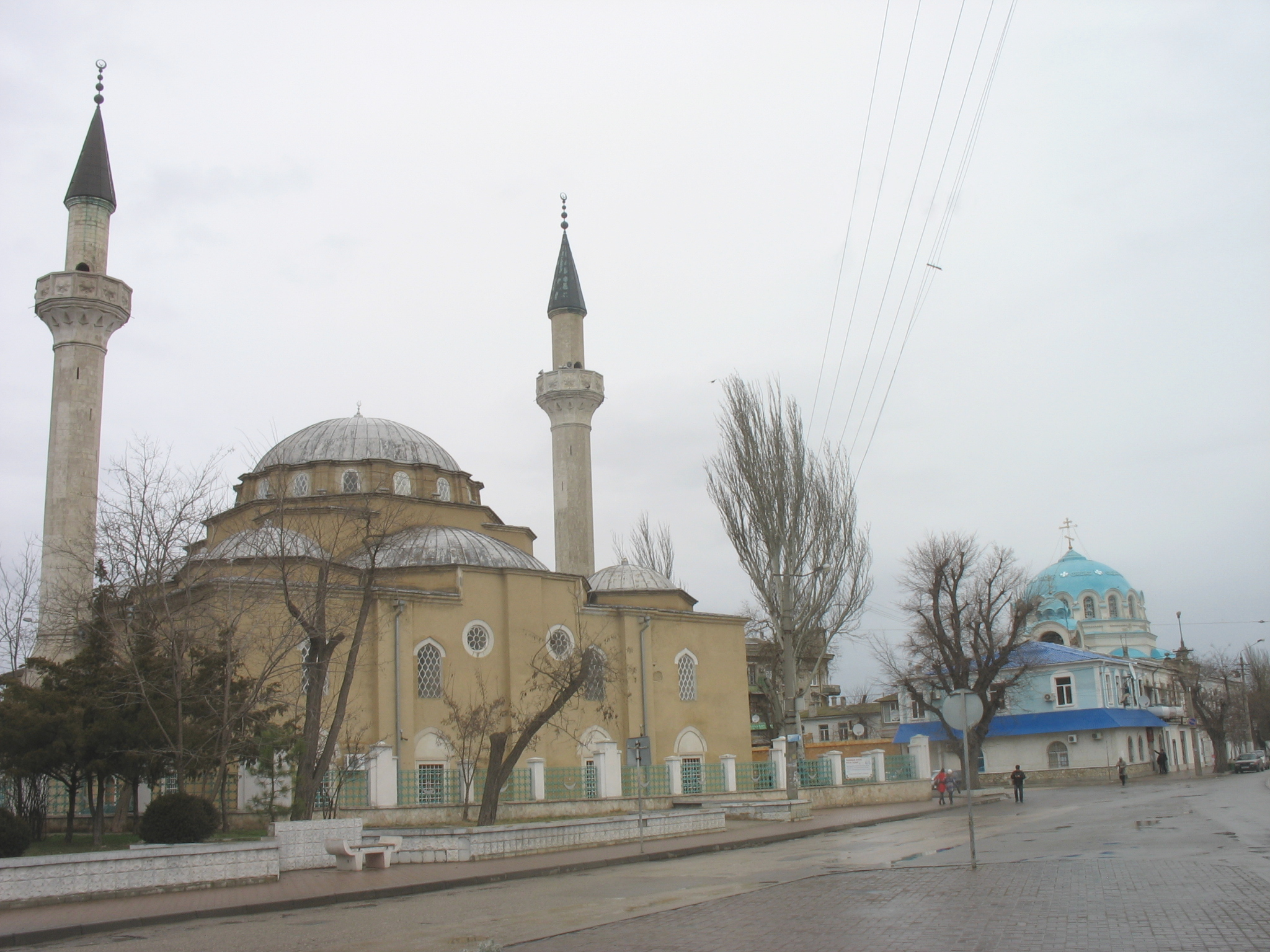
Мечеть Джума-Джами и Свято-Николаевский собор рядом
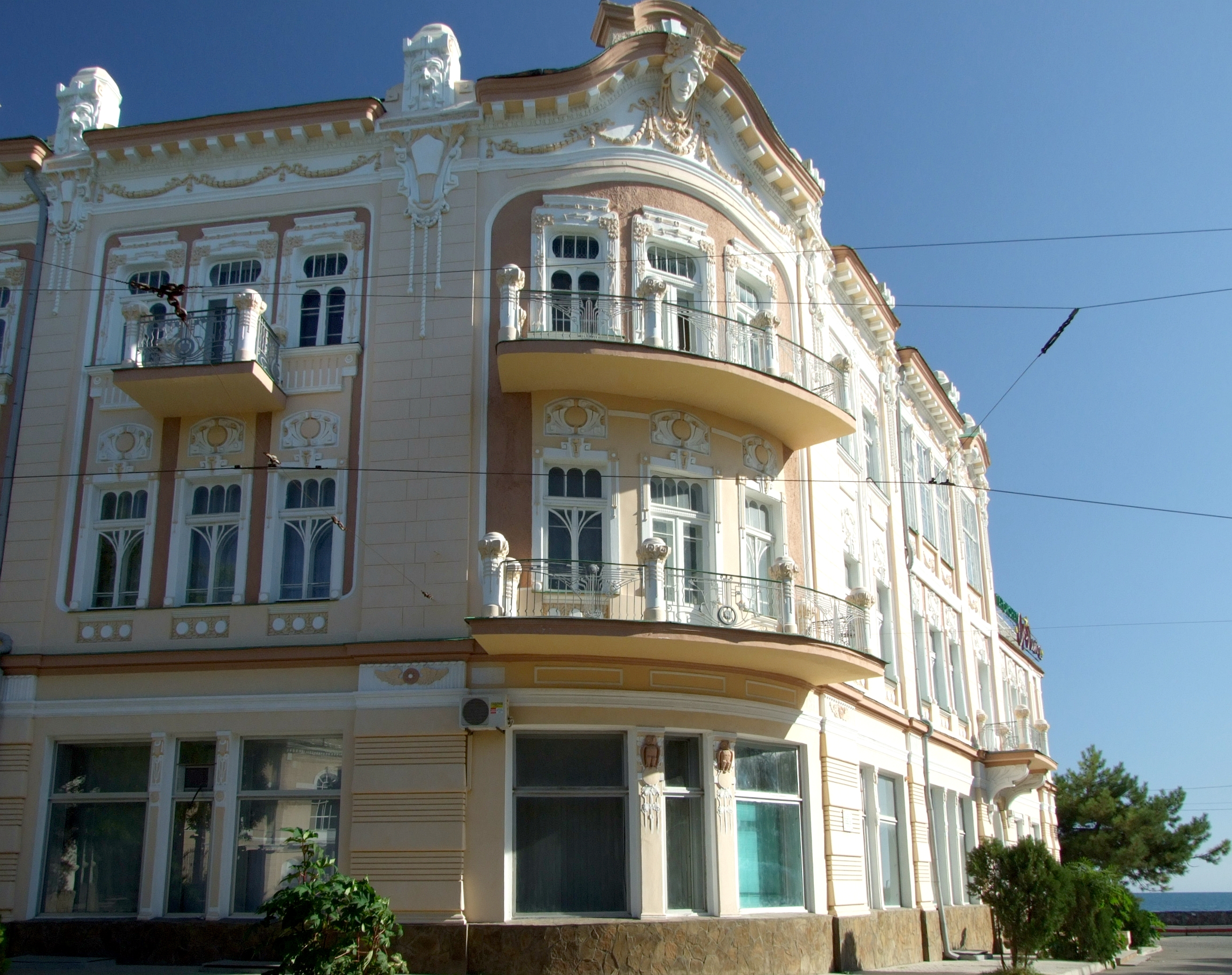
Пансионат «Орбита» (бывшая гостиница «Бо-Риваж»)
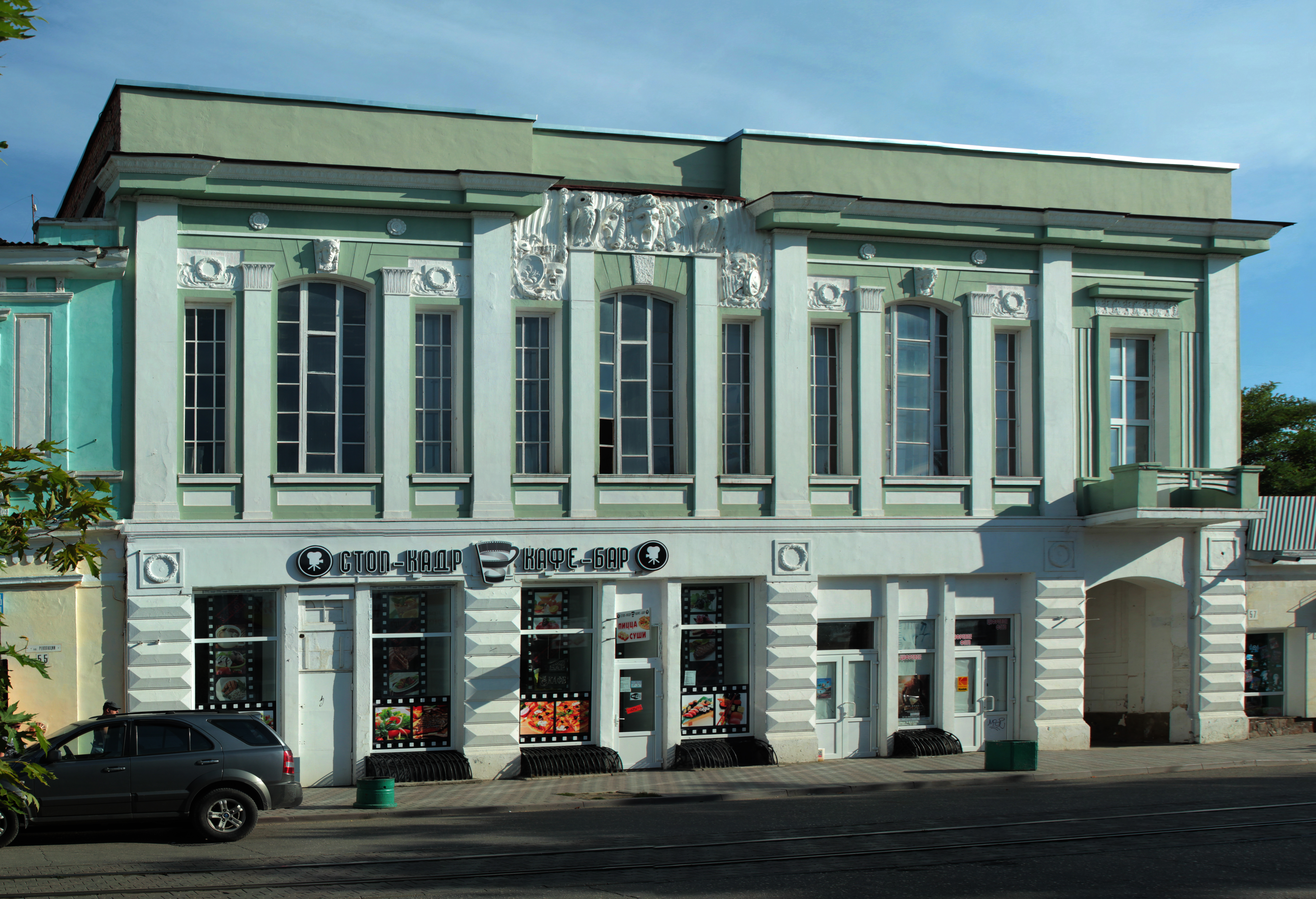
Здание кинотеатра «Якорь» (бывшего синематографа «Лотос»)
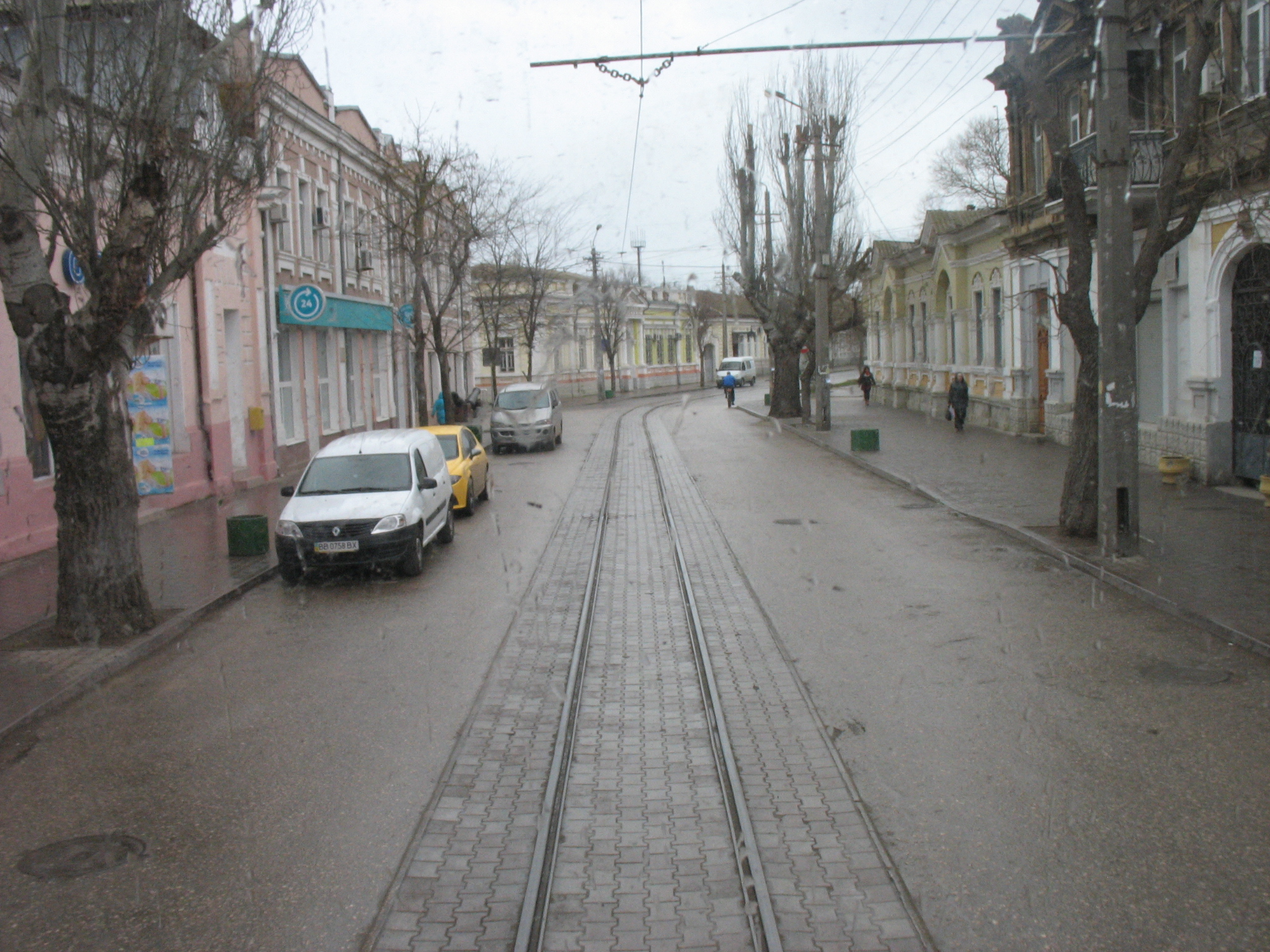
Улица из окна трамвая
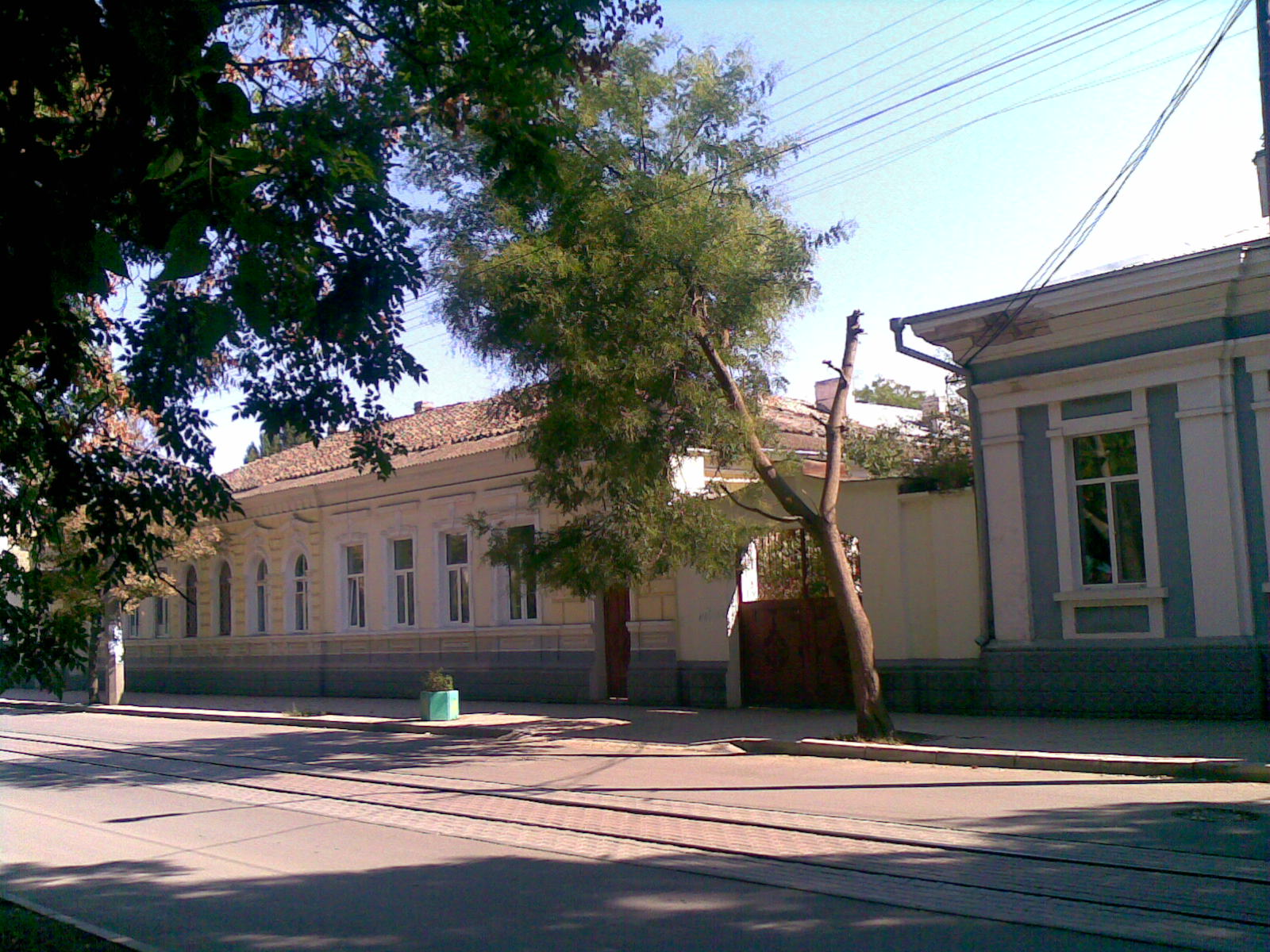
Улица летом

### Памятники истории
- Братская могила членов Евпаторийского ревкома, расстрелянных 18 марта 1919 года на полустанке Ойсул близ Керчи. Над могилой стоит обелиск с именами погибших (ул. Революции / пер. Клубный, сквер Коммунаров)[10].
- Памятник председателю Совета рабочих, крестьянских и солдатских депутатов Евпатории Д. Л. Караеву в виде 6-метровой гранитной стелы (скульптор А. Е. Шмаков, архитектор В. В. Сошенко; ул. Революции, сквер им. Караева). Установлен 9 сентября 1969 года[11].
- Памятный знак из крымского диабаза на месте высадки Евпаторийского десанта 5 января 1942 года (скульптор А. Е. Шмаков; ул. Революции / ул. Дёмышева). Установлен 4 января 1967 года[12].

### Мемориальные доски
- На доме № 31, в котором с 1999 по 2013 год жил крымчакский музыкант и дирижёр, заслуженный работник культуры АР Крым Михаил Захарович Пиастро[13].
- На доме № 35, где в 1946—1959 годах жил и работал специалист в области прикладной математики и космических исследований, академик Е. В. Золотов.
- На доме № 41, в котором во время лечения в июле-августе 1891 года проживала украинская поэтесса Леся Украинка[14].
- На доме № 45 (бывшая гостиница «Бо-Риваж»), где в мае 1916 года, во время визита императора Николая II в Евпаторию, городской голова С. Э. Дуван «предложил императорскому семейству и свите чай от имени города»[15]. Там же установлена доска с надписью: «В этом здании с января по апрель 1918 года и с апреля по июнь 1919 года размещался военно-революционный комитет г. Евпатории»[16].